# Otto J. M. Smith
Otto J. M. Smith foi um educador, inventor e autor nas áreas de engenharia e eletrônica.  Ele passou a maior parte de sua carreira como professor na Universidade da Califórnia Berkeley.   Dr. Smith é provavelmente mais conhecido pela invenção do Smith predictor, um método de manipulação de tempo morto em sistemas de controle de feedback:
"Uma solução um pouco mais complicada para o problema de tempo morto foi proposta em 1957 por Otto Smith (ver 'The Smith Predictor: A Process Engineer's Crystal Ball,' Control Engineering, May 1996). Mr. Smith demonstrou como um modelo matemático do processo poderia ser usado para dotar o controlador com a presciência de gerar apenas os movimentos certos de controle sem esperar para ver como cada movimento acabou."
Foi por essa conquista que ele foi listado nos "Líderes do bloco" ("Leaders of the Pack") da InTech como um dos 50 inovadores mais influentes da indústria desde 1774. Outras das primeiras realizações notáveis do Dr. Smith foram a compra, em 1951, dos direitos de seu gerador de função de seno, (Patente US2748278 A) pela Hewlett Packard, e em 1958, a publicação de um livro técnico sobre sistemas de controle de realimentação pela McGraw-Hill.